# 星井牧子
星井 牧子（ほしい まきこ）は、日本の言語学者。専門は、ドイツ語学・外国語教育。早稲田大学法学学術院教授。

## 人物・経歴
1989年東京外国語大学外国語学部ドイツ語学科。1995年東京外国語大学大学院外国語学研究科ゲルマン系言語専攻修了。1997年獨協大学大学院外国語学研究科博士前期課程ドイツ語学専攻修了、修士（ドイツ語学）。1998年年から99年までフンボルト大学ベルリンドイツ言語学研究機関留学。2000年獨協大学大学院外国語学研究科ドイツ語学専攻修了、博士（ドイツ語学）。同年桐朋学園大学音楽学部非常勤講師。2001年早稲田大学法学部専任講師。2004年早稲田大学法学部助教授。2007年早稲田大学法学部准教授。2010年早稲田大学法学部教授。日本独文学会DAAD賞選考委員・運営委員。

## 著作
- 『メルヒェンをきく : ドイツ語リスニング入門』（田中安行と共編著）白水社 1996年
- 『音声コミュニケーション中心の少人数授業における日本語母語話者のドイツ語習得過程』早稲田大学 2004年
- "Grammatik lehren und lernen im Deutschunterricht in Japan : empirische Zugänge" Iudicium 2010年
- "Lernprozesse verstehen - empirische Forschungen zum Deutschunterricht an japanischen Universitäten" Iudicium 2013年
- 『講座ドイツ言語学第2巻 ドイツ語の社会語用論』（渡辺学, 山下仁編）ひつじ書房 2014年

### 翻訳
- 『雑誌と新聞のリスト = Verzeichnis der Zeitschriften und Zeitungen 』東京ドイツ文化センター図書館/情報センター 1995年